# Liste des films de Blumhouse Productions
Cet article présente la liste des films, courts-métrages et documentaires produits par Blumhouse Productions, ainsi que ceux produits via Blumhouse Television et ceux co-distribués via BH Tilt.

## Liste des films produits par décennies
Sauf indication contraire, les informations mentionnées dans cette section peuvent être confirmées par la base de données cinématographiques IMDb,  présente dans la section « Liens externes ».

### Années 2000
- 2004 : The Fever de Carlo Nero
- 2006 : The Darwin Awards de Finn Taylor
- 2006 : Griffin et Phoenix (Griffin and Phoenix) d'Ed Stone
- 2007 : Graduation de Michael Mayer
- 2008 : Un mari de trop (The Accidental Husband) de Griffin Dunne
- 2009 : Paranormal Activity d'Oren Peli

### Années 2010
- 2010 :
  - Fée malgré lui (Tooth Fairy) de Michael Lembeck
  - Paranormal Activity 2 de Tod Williams
- 2011 :
  - Insidious de James Wan
  - Paranormal Activity 3 de Henry Joost et Ariel Schulman
- 2012 :
  - Babymakers (The Babymakers) de Jay Chandrasekhar
  - Des hommes sans loi (Lawless) de John Hillcoat (crédité sous le nom BlumHansonAllen Films)
  - Sinister de Scott Derrickson
  - Paranormal Activity 4 de Henry Joost et Ariel Schulman
  - The Bay de Barry Levinson
  - The Lords of Salem de Rob Zombie
- 2013 : 
  - Dark Skies de Scott Charles Stewart
  - American Nightmare (The Purge) de James DeMonaco
  - Insidious : Chapitre 2 (Insidious: Chapter 2) de James Wan
  - Plush de Catherine Hardwicke
  - EVJF Party (Best Night Ever) de Jason Friedberg et Aaron Seltzer
  - The Mirror (Oculus) de Mike Flanagan
- 2014 : 
  - Paranormal Activity: The Marked Ones de Christopher Landon
  - 13 Sins de Daniel Stamm
  - Témoin gênant (Not Safe for Work) de Joe Johnston
  - American Nightmare 2: Anarchy (The Purge: Anarchy) de James DeMonaco
  - Mockingbird de Bryan Bertino
  - Mercy de Peter Cornwell
  - Whiplash de Damien Chazelle
  - Stretch de Joe Carnahan
  - The Town That Dreaded Sundown d'Alfonso Gomez-Rejon
  - Ouija de Stiles White
  - Jessabelle de Kevin Greutert
  - Creep de Patrick Brice
- 2015 : 
  - Un voisin trop parfait (The Boy Next Door) de Rob Cohen
  - Lazarus Effect (The Lazarus Effect) de David Gelb
  - Unfriended de Levan Gabriadze
  - Area 51 d'Oren Peli
  - Insidious : Chapitre 3 (Insidious: Chapter 3) de Leigh Whannell
  - Projet 666 (Exeter) de Marcus Nispel
  - Gallows (The Gallows) de Travis Cluff et Chris Lofing
  - Le Cadeau (The Gift) de Joel Edgerton
  - Sinister 2 de Ciarán Foy
  - The Visit de M. Night Shyamalan
  - Paranormal Activity 5 : Ghost Dimension (Paranormal Activity: The Ghost Dimension) de Gregory Plotkin
  - Jem et les Hologrammes (Jem and the Holograms) de Jon Chu
  - Visions de Kevin Greutert
  - Curve de Iain Softley
  - Martyrs de Kevin Goetz et Michael Goetz
- 2016 : 
  - The Veil de Phil Joanou
  - Pas un bruit (Hush) de Mike Flanagan
  - The Darkness de Greg McLean (également co-distribué via BH Tilt)
  - American Nightmare 3 : Élections (The Purge: Election Year) de James DeMonaco
  - Viral de Henry Joost et Ariel Schulman
  - In a Valley of Violence de Ti West
  - Ouija : Les Origines (Ouija: Origin of Evil) de Mike Flanagan
  - Incarnate de Brad Peyton (également co-distribué via BH Tilt)
- 2017 : 
  - Split de M. Night Shyamalan
  - Get Out de Jordan Peele
  - Lowriders de Ricardo de Montreuil (également co-distribué via BH Tilt)
  - Happy Birthdead (Happy Death Day) de Christopher Landon
  - Creep 2 de Patrick Brice
  - Amityville: The Awakening de Franck Khalfoun
  - Like.Share.Follow. de Glenn Gers
  - Totem de Marcel Sarmiento
- 2018 :
  - Insidious : La Dernière Clé (Insidious: The Last Key) d'Adam Robitel
  - Benji de Brandon Camp
  - Action ou Vérité (Truth or Dare) de Jeff Wadlow
  - Stephanie d'Akiva Goldsman
  - Family Blood de Sonny Mallhi
  - Delirium de Dennis Iliadis (en)
  - Upgrade de Leigh Whannell (également co-distribué via BH Tilt)
  - Boogeyman Pop de Brad Michael Elmore
  - American Nightmare 4 : Les Origines (The First Purge) de Gerard McMurray
  - Unfriended: Dark Web de Stephen Susco (également co-distribué via BH Tilt)
  - Les Heures retrouvées (The Keeping Hours) de Karen Moncrieff
  - BlacKkKlansman : J'ai infiltré le Ku Klux Klan (BlacKkKlansman) de Spike Lee
  - Seven in Heaven de Chris Eigeman
  - Halloween de David Gordon Green
  - Cam de Daniel Goldhaber
  - Thriller de Dallas Jackson
  - Stockholm de Robert Budreau
  - Bloodline de Henry Jacobson
- 2019 : 
  - Glass de M. Night Shyamalan
  - Happy Birthdead 2 You (Happy Death Day 2U) de Christopher Landon
  - Us de Jordan Peele (non crédité)
  - Mercy Black d'Owen Egerton
  - Ma de Tate Taylor
  - Don't Let Go de Jacob Aaron Estes (également co-distribué via BH Tilt)
  - Prey de Franck Khalfoun
  - Sweetheart de J. D. Dillard (en)
  - The Gallows Act II de Chris Lofing et Travis Cluff
  - Adopt a Highway de Logan Marshall-Green
  - Black Christmas de Sophia Takal

### Années 2020
- 2020 :
  - Nightmare Island (Fantasy Island) de Jeff Wadlow
  - Invisible Man de Leigh Whannell
  - The Hunt de Craig Zobel
  - You Should Have Left de David Koepp
  - The Craft : Les Nouvelles sorcières (The Craft: Legacy) de Zoe Lister-Jones
  - Freaky de Christopher Landon
- 2021 :
  - The Vigil de Keith Thomas
  - American Nightmare 5 : Sans Limites (The Forever Purge) d'Everardo Gout
  - This Is the Night de James DeMonaco
  - Halloween Kills de David Gordon Green
  - Paranormal Activity: Next of Kin de William Eubank
  - Hurt de Sonny Mallhi
- 2022 :
  - Firestarter de Keith Thomas
  - Dashcam  de Rob Savage
  - Black Phone (The Black Phone) de Scott Derrickson
  - Vengeance de B. J. Novak
  - They/Them de John Logan
  - Le Téléphone de M. Harrigan (Mr. Harrigan's Phone) de John Lee Hancock
  - Halloween Ends de David Gordon Green
  - Cours ma jolie, cours (Run Sweetheart Run) de Shana Feste
  - Soft & Quiet de Beth de Araújo
  - M3GAN de Gerard Johnstone
- 2023 :
  - Sick de John Hyams
  - Insidious: The Red Door de Patrick Wilson
  - L'Exorciste : Dévotion (The Exorcist: Believer) de David Gordon Green
  - Five Nights at Freddy's d'Emma Tammi
- 2024 : 
  - Night Swim de Bryce McGuire
  - Imaginary de Jeff Wadlow
  - L'I.A. du mal (Afraid) de Chris Weitz
  - Speak No Evil de James Watkins
- 2025 :
  - Wolf Man de Leigh Whannell
  - The Woman in the Yard de Jaume Collet-Serra
  - Drop Game (Drop) de Christopher Landon
  - M3GAN 2.0 de Gerard Johnstone

### Prochainement
- 2025 :
  - The Lost Bus de Paul Greengrass
  - Black Phone 2 de Scott Derrickson
  - Five Night at Freddy's 2 de Emma Tammi
- 2026 :
  - SOULM8TE de Kate Dolan
  - The Mummy de Lee Cronin
  - Other Mommy de Rob Savage
- Non daté :
  - Incidents Around the House de Rob Savage
  - Don't Follow Me de Ximena García et Eduardo Lecuona
  - Merrily We Roll Along de Richard Linklater
  - Help de Malcolm D. Lee
  - Kiss of Death de Yoko Okumura

## Liste des films produits viaBlumhouse Television
- 2002 : Debby Miller, une fille du New Jersey (Hysterical Blindness) de Mira Nair (téléfilm, crédité sous Blumhouse Productions)
- 2014 : The Normal Heart de Ryan Murphy (téléfilm, crédité sous Blumhouse Productions)
- 2020 :
  - Apparence trompeuse (The Lie) de Veena Sud
  - La Black Box (Black Box) de Emmanuel Osei-Kuffour Jr.
  - Le Mauvais Œil (Evil Eye) de Elan Dassani et Rajeev Dassani
  - Nocturne de Zu Quirke
- 2021 :
  - Bingo Hell de Gigi Saul Guerrero
  - Black as Night de Maritte Lee Go
  - Madres de Ryan Zaragoza
  - Le Manoir (The Manor) de Axelle Carolyn
  - A House on the Bayou de Alex McAulay
  - American Refugee de Ali LeRoi
- 2022 :
  - Torn Hearts de Brea Grant
  - Unhuman de Marcus Dunstan
  - The Visitor (en) de Justin P. Lange
  - Nanny de Nikyatu Jusu
- 2023 :
  - Les enfants sont bizarres (There's Something Wrong With the Children) de Roxanne Benjamin
  - Unseen de Yoko Okumura
  - The Passenger de Carter Smith
  - Totally Killer de Nahnatchka Khan
- 2024 : House of Spoils de Bridget Savage Cole et Danielle Krudy

## Liste des courts-métrages produits
- 2013 : Whiplash (en) de Damien Chazelle
- 2015 : Fifteen: Periscope Movie de Gavin Michael Booth
- 2021 : Shadowprowler de Scott Derrickson
- 2024 : I H8 AI d'Aneesh Chaganty
- 2024 : Electric Sheep de Casey Affleck

## Liste des documentaires produits
- 2006 : Stagedoor d'Alexandra Shiva
- 2015 : How to Dance in Ohio d'Alexandra Shiva
- 2017 : Election Day: Lens Across America d'Henry Jacobson et Emma Tammi
- 2017 : Alive and Kicking de Susan Glatzer
- 2018 : This is Home: A Refugee Story d'Alexandra Shiva
- 2018 : Bathtubs Over Broadway de Dava Whisenant
- 2019 : Liberty: Mother of Exiles de Fenton Bailey et Randy Barbato
- 2020 : Kill Chain: The Cyber War on America's Elections de Simon Ardizzone, Russell Michaels et Sarah Teale (téléfilm)
- 2020 : A Secret Love de Chris Bolan
- 2021 : Groomed de Gwen van de Pas
- 2021 : Pray Away de Kristine Stolakis
- 2021 : Pharma Bro de Brent Hodge
- 2022 : Notre père à tous (Our Father) de Lucie Jourdan
- 2022 : The Youth Governor de Matthew Halmy et Jaron Halmy

## Liste des films co-distribués viaBH Tilt
Blumhouse Productions co-distribue des films via sa filiale BH Tilt en collaboration avec d'autres sociétés de distribution. Certains de ces films ne sont pas produits par Blumhouse Productions, ils sont listés ci-dessous. 
Note : Les films à la fois produits par Blumhouse Productions et co-distribués par BH Tilt sont inclus dans la liste des productions.
- 2015 : The Green Inferno d'Eli Roth
- 2017 : The Resurrection of Gavin Stone de Dallas Jenkins
- 2017 : The Belko Experiment de Greg McLean
- 2017 : Sleight de J. D. Dillard
- 2017 : La Naissance du Dragon (Birth of the Dragon) de George Nolfi
- 2021 : The Deep House d'Alexandre Bustillo et Julien Maury (crédité sous Blumhouse Television)